# 阿部考二
阿部 考二（あべ こうじ、1959年 - ）は、日本の推理作家。

## 来歴・人物
愛知県出身で、東京大学を卒業。在学中はボート部及び運動会総務部に所属した。
当人のウェブサイトでの紹介によれば、IT企業の取締役やベンチャー育成、経営コンサルタントを本業とする。
2021年、宝島社主催の第19回『このミステリーがすごい!』大賞の隠し玉作品としてデビュー小説『こちら副業推進部、事件です』が出版される。
空手および柔道を大学卒業後に始め、いずれも有段者である。

## 作品リスト
- こちら副業推進部、事件です 宝島社、2021年6月